# Carl Storch
Carl Storch (Boedapest, 1868-1955) was een Oostenrijks illustrator. Hij wordt gezien als de geestelijk vader van Puk en Muk, een kinderboekenserie over twee kabouters uit het land van Klaas Vaak. De serie werd, in samenwerking met de Nederlandse kinderboekenschrijver Frans Fransen populair in Nederland. Er verschenen in totaal 16 Puk en Muk-boekjes, waarvan Storch de eerste twaalf illustreerde.

## Puckchen und Muckchen
In 1906 verschenen de eerste tekeningen van Puk en Muk, toen nog op zijn Duits Puckchen und Muckchen geheten, in het jeugdtijdschrift Seraphischer Kinderfreund. Storch liet zich inspireren door de creaties Max en Moritz van Wilhelm Busch, van wie hij een bewonderaar was. Fransen maakte waarschijnlijk rond 1925 kennis met de tekeningen van Puckchen und Muckchen. Het eerste verhaal van Puk en Muk van de hand van Fransen en tevens het eerste Puk en Muk-boekje, werden uitgegeven met illustraties van Storch zonder medeweten van de illustrator zelf. Hierna ontstond een samenwerking tussen Storch en Fransen voor het maken van de boekjes, die duurde tot 1940. Na de Tweede Wereldoorlog, na twaalf Puk en Muk-boeken, nam illustrator Leo van Grinsven het werk van Storch over.